# Emmanuel Agyemang-Badu
Emmanuel Agyemang-Badu (Berekum, 2 dicembre 1990) è un calciatore ghanese, centrocampista svincolato.

## Caratteristiche tecniche
Centrocampista in grado di disimpegnarsi in più ruoli, ma rende al meglio giocando da centrale davanti alla difesa. Agonismo, fisicità e resistenza sono le sue caratteristiche predominanti, con le quali maschera doti tecniche non eccellenti. È dotato di grande forza esplosiva e velocità anche palla al piede seppur con un controllo di palla non eccelso. È il tipico mediano capace di fornire molta sostanza ma poca qualità alla manovra.

## Carriera

### Club

#### Gli inizi
Inizia la sua carriera in patria nella squadra del Berlin F.C. di Berekum, prima di trasferirsi nel 2001, da bambino, al Berekum Arsenal.
Esordisce nel Campionato ghanese il 21 maggio 2007 e dopo un biennio con la maglia dei Gunners africani, l'11 luglio 2008, si trasferisce in prestito annuale all'Asante Kotoko.
Il 16 aprile 2009 sigla poi un contratto di prestito semestrale con il Recreativo de Huelva con opzione d'acquisto valida sino al 30 giugno 2012, che però gli spagnoli decidono di non esercitare; nel mese di settembre 2009 fa quindi ritorno all'Asante Kotoko dopo una sola presenza in Primera Division.

#### L'Udinese e il prestito al Bursaspor
Nel gennaio 2010, a 19 anni, si trasferisce all'Udinese e il 28 marzo dello stesso anno esordisce nel campionato italiano entrando nei minuti finali di Fiorentina-Udinese (4-1).
Dopo le prime stagioni vissute da comprimario, nel campionato 2012-2013 acquisisce maggior regolarità d'impiego e diviene un titolare nello scacchiere di mister Guidolin, che lo schiera come mezzala.
Il primo settembre 2013, al quinto campionato in Friuli, sigla la sua prima rete in Serie A nella gara fra Udinese e Parma vinta per 3-1 dai bianconeri. La stagione si rivela particolarmente prolifica per Badu, che mette a segno 5 reti nel torneo (suo record personale). Seguono diverse stagioni vissute da protagonista con la casacca bianconera, che gli valgono anche le attenzioni di mercato di club importanti.
Il 1º agosto 2017, dopo oltre sette stagioni a Udine, si aggrega al Bursaspor in prestito annuale e il 19 dello stesso mese mette a segno la sua prima ed unica rete con la nuova maglia nel 3 a 2 interno contro l'Alanyaspor. Infortunatosi gravemente al ginocchio (rottura del legamento collaterale mediale) sul finire della stagione, nell'estate del 2018 fa rientro all'Udinese per essere operato ed effettuare il percorso riabilitativo.
Torna a giocare con la maglia bianconera il 30 marzo 2019 entrando gli ultimi 5 minuti nella vittoria per 2-0 contro il Genoa.

#### Hellas Verona e Qingdao FC
Il 13 luglio 2019 passa in prestito oneroso, con obbligo di riscatto, al Verona. Fa il suo esordio con la maglia gialloblù, dopo essere stato assente la prima parte di stagione per una embolia polmonare, il 5 gennaio 2020, nella vittoria per 2-0 in trasferta contro la SPAL.
Il 2 gennaio 2021 rescinde il suo contratto con la società scaligera e, dopo sei mesi di inattività, firma un contratto con la squadra cinese Qingdao FC ufficializzato il 30 luglio 2021.

#### Il ritorno in Ghana
Nel luglio 2022, 13 anni dopo aver giocato nella Ghana Premier League, Badu è tornato in campionato e ha firmato per il club Accra Great Olympics con sede a Nungua arrivando da svincolato. Ha firmato un contratto di un anno con il club in vista della stagione 2022-23. Ha esordito il 17 agosto 2022 contro il Bechem United, perdendo 5-4 rigori dopo un pareggio a reti inviolate nei tempi regolamentari nel GHALCA G6.
Ha giocato in tutte le partite mentre gli Olympics hanno vinto il GHALCA G6 alla fine del torneo dopo aver sconfitto il Bechem United per 2-0 in finale. Il 9 settembre 2022, un giorno all'inizio del campionato, è stato presentato ufficialmente dal club.

### Nazionale
Ha giocato con la maglia del Ghana Under-20, del Ghana Under-23 e della Nazionale maggiore, con cui ha esordito l'8 giugno 2008 contro il Lesotho dopo una precedente convocazione - la prima - risalente al 22 maggio 2008, e della quale ha vestito anche la fascia di capitano.
Nel settembre del 2009 è stato convocato dalla Nazionale Under-20 per disputare i Mondiali di categoria in Egitto e il 16 ottobre 2009 ha segnato il rigore vincente nella finale contro il Brasile e ha permesso così al Ghana la vittoria del titolo Mondiale, risultando essere uno dei dieci migliori giocatori della rassegna iridata.
Con la casacca delle Black Stars ha preso parte al Mondiale di Brasile 2014 e ha fatto il suo esordio nella manifestazione il 21 giugno 2014 a Fortaleza, in occasione della gara contro la Germania (2-2), sostituendo il compagno Rabiu al 77'.

## Statistiche

### Presenze e reti nei club
Statistiche aggiornate al 29 luglio 2020.
| Stagione                | Squadra                 | Campionato              | Campionato | Campionato | Coppe nazionali | Coppe nazionali | Coppe nazionali | Coppe continentali | Coppe continentali | Coppe continentali | Altre coppe | Altre coppe | Altre coppe | Totale | Totale |
| Stagione                | Squadra                 | Comp                    | Pres       | Reti       | Comp            | Pres            | Reti            | Comp               | Pres               | Reti               | Comp        | Pres        | Reti        | Pres   | Reti   |
| ----------------------- | ----------------------- | ----------------------- | ---------- | ---------- | --------------- | --------------- | --------------- | ------------------ | ------------------ | ------------------ | ----------- | ----------- | ----------- | ------ | ------ |
| 2006-2007               | Berekum Arsenal         | A                       | 0          | 0          | CG              | ?               | ?               | -                  | -                  | -                  | -           | -           | -           | 0      | 0      |
| 2007-2008               | Berekum Arsenal         | A                       | 19         | 7          | CG              | ?               | ?               | -                  | -                  | -                  | -           | -           | -           | 19     | 7      |
| Totale Berenkum Arsenal | Totale Berenkum Arsenal | Totale Berenkum Arsenal | 19         | 7          |                 |                 |                 |                    |                    |                    |             |             |             | 19     | 7      |
| 2008-gen. 2009          | Asante Kotoko           | A                       | 18         | 2          | CG              | 0               | 0               | -                  | -                  | -                  | -           | -           | -           | 18     | 2      |
| gen.-giu. 2009          | Recreativo Huelva       | PD                      | 1          | 0          | CR              | 0               | 0               | -                  | -                  | -                  | -           | -           | -           | 1      | 0      |
| 2009-gen. 2010          | Asante Kotoko           | A                       | 0          | 0          | CG              | 0               | 0               | -                  | -                  | -                  | -           | -           | -           | 0      | 0      |
| Totale Asante Kotoko    | Totale Asante Kotoko    | Totale Asante Kotoko    | 18         | 2          |                 |                 |                 |                    |                    |                    |             |             |             | 18     | 2      |
| gen.-giu. 2010          | Udinese                 | A                       | 5          | 0          | CI              | 0               | 0               | -                  | -                  | -                  | -           | -           | -           | 5      | 0      |
| 2010-2011               | Udinese                 | A                       | 8          | 0          | CI              | 3               | 0               | -                  | -                  | -                  | -           | -           | -           | 11     | 0      |
| 2011-2012               | Udinese                 | A                       | 10         | 0          | CI              | 0               | 0               | UCL+UEL            | 2+6                | 0                  | -           | -           | -           | 18     | 0      |
| 2012-2013               | Udinese                 | A                       | 25         | 0          | CI              | 0               | 0               | UCL+UEL            | 2+5                | 0                  | -           | -           | -           | 32     | 0      |
| 2013-2014               | Udinese                 | A                       | 29         | 5          | CI              | 3               | 0               | UEL                | 0                  | 0                  | -           | -           | -           | 32     | 5      |
| 2014-2015               | Udinese                 | A                       | 27         | 1          | CI              | 0               | 0               | -                  | -                  | -                  | -           | -           | -           | 27     | 1      |
| 2015-2016               | Udinese                 | A                       | 33         | 4          | CI              | 1               | 0               | -                  | -                  | -                  | -           | -           | -           | 34     | 4      |
| 2016-2017               | Udinese                 | A                       | 29         | 0          | CI              | 1               | 0               | -                  | -                  | -                  | -           | -           | -           | 30     | 0      |
| 2017-2018               | Bursaspor               | SL                      | 18         | 1          | CT              | 1               | 0               | -                  | -                  | -                  | -           | -           | -           | 19     | 1      |
| 2018-2019               | Udinese                 | A                       | 4          | 0          | CI              | 0               | 0               | -                  | -                  | -                  | -           | -           | -           | 4      | 0      |
| Totale Udinese          | Totale Udinese          | Totale Udinese          | 170        | 10         |                 | 8               | 0               |                    | 15                 | 0                  |             | -           | -           | 193    | 10     |
| 2019-2020               | Verona                  | A                       | 10         | 0          | CI              | 0               | 0               | -                  | -                  | -                  | -           | -           | -           | 10     | 0      |
| Totale carriera         | Totale carriera         | Totale carriera         | 236        | 20         |                 | 9               | 0               |                    | 15                 | 0                  |             | -           | -           | 260    | 20     |

### Cronologia presenze e reti in nazionale
| Cronologia completa delle presenze e delle reti in nazionale ― Ghana | Cronologia completa delle presenze e delle reti in nazionale ― Ghana | Cronologia completa delle presenze e delle reti in nazionale ― Ghana | Cronologia completa delle presenze e delle reti in nazionale ― Ghana | Cronologia completa delle presenze e delle reti in nazionale ― Ghana | Cronologia completa delle presenze e delle reti in nazionale ― Ghana | Cronologia completa delle presenze e delle reti in nazionale ― Ghana | Cronologia completa delle presenze e delle reti in nazionale ― Ghana |
| Data                                                                 | Città                                                                | In casa                                                              | Risultato                                                            | Ospiti                                                               | Competizione                                                         | Reti                                                                 | Note                                                                 |
| -------------------------------------------------------------------- | -------------------------------------------------------------------- | -------------------------------------------------------------------- | -------------------------------------------------------------------- | -------------------------------------------------------------------- | -------------------------------------------------------------------- | -------------------------------------------------------------------- | -------------------------------------------------------------------- |
| 23-5-2008                                                            | Sydney                                                               | Australia                                                            | 1 – 0                                                                | Ghana                                                                | Amichevole                                                           | -                                                                    | 79’                                                                  |
| 8-6-2008                                                             | Bloemfontein                                                         | Lesotho                                                              | 2 – 3                                                                | Ghana                                                                | Qual. Mondiali 2010                                                  | -                                                                    | 83’                                                                  |
| 15-10-2008                                                           | Bloemfontein                                                         | Sudafrica                                                            | 2 – 1                                                                | Ghana                                                                | Amichevole                                                           | -                                                                    |                                                                      |
| 7-6-2009                                                             | Bamako                                                               | Mali                                                                 | 0 – 2                                                                | Ghana                                                                | Qual. Mondiali 2010                                                  | -                                                                    | 17’ 87’                                                              |
| 15-11-2009                                                           | Kumasi                                                               | Ghana                                                                | 2 – 2                                                                | Mali                                                                 | Qual. Mondiali 2010                                                  | -                                                                    | 82’                                                                  |
| 18-11-2009                                                           | Luanda                                                               | Angola                                                               | 0 – 0                                                                | Ghana                                                                | Amichevole                                                           | -                                                                    |                                                                      |
| 5-1-2010                                                             | Manzini                                                              | Ghana                                                                | 0 – 0                                                                | Malawi                                                               | Amichevole                                                           | -                                                                    | 46’                                                                  |
| 15-1-2010                                                            | Cabinda                                                              | Costa d'Avorio                                                       | 3 – 1                                                                | Ghana                                                                | Coppa d'Africa 2010 - 1º turno                                       | -                                                                    |                                                                      |
| 19-1-2010                                                            | Luanda                                                               | Burkina Faso                                                         | 0 – 1                                                                | Ghana                                                                | Coppa d'Africa 2010 - 1º turno                                       | -                                                                    | Ammonizione                                                          |
| 24-1-2010                                                            | Luanda                                                               | Angola                                                               | 0 – 1                                                                | Ghana                                                                | Coppa d'Africa 2010 - Quarti di finale                               | -                                                                    |                                                                      |
| 28-1-2010                                                            | Luanda                                                               | Ghana                                                                | 1 – 0                                                                | Nigeria                                                              | Coppa d'Africa 2010 - Semifinale                                     | -                                                                    |                                                                      |
| 31-1-2010                                                            | Luanda                                                               | Ghana                                                                | 0 – 1                                                                | Egitto                                                               | Coppa d'Africa 2010 - Finale                                         | -                                                                    |                                                                      |
| 3-3-2010                                                             | Sarajevo                                                             | Bosnia ed Erzegovina                                                 | 2 – 1                                                                | Ghana                                                                | Amichevole                                                           | -                                                                    |                                                                      |
| 11-8-2010                                                            | Johannesburg                                                         | Sudafrica                                                            | 1 – 0                                                                | Ghana                                                                | Amichevole                                                           | -                                                                    |                                                                      |
| 5-9-2010                                                             | Lobamba                                                              | eSwatini                                                             | 0 – 3                                                                | Ghana                                                                | Qual. Coppa d'Africa 2012                                            | -                                                                    | 65’                                                                  |
| 10-10-2010                                                           | Kumasi                                                               | Ghana                                                                | 0 – 0                                                                | Sudan                                                                | Qual. Coppa d'Africa 2012                                            | -                                                                    | 71’                                                                  |
| 17-11-2010                                                           | Dubai                                                                | Arabia Saudita                                                       | 0 – 0                                                                | Ghana                                                                | Amichevole                                                           | -                                                                    | 46’                                                                  |
| 8-2-2011                                                             | Anversa                                                              | Ghana                                                                | 4 – 1                                                                | Togo                                                                 | Amichevole                                                           | -                                                                    |                                                                      |
| 27-3-2011                                                            | Brazzaville                                                          | Rep. del Congo                                                       | 0 – 3                                                                | Ghana                                                                | Qual. Coppa d'Africa 2012                                            | -                                                                    |                                                                      |
| 29-3-2011                                                            | Londra                                                               | Inghilterra                                                          | 1 – 1                                                                | Ghana                                                                | Amichevole                                                           | -                                                                    |                                                                      |
| 3-6-2011                                                             | Kumasi                                                               | Ghana                                                                | 3 – 1                                                                | Rep. del Congo                                                       | Qual. Coppa d'Africa 2012                                            | 1                                                                    |                                                                      |
| 7-6-2011                                                             | Jeonju                                                               | Corea del Sud                                                        | 2 – 1                                                                | Ghana                                                                | Amichevole                                                           | -                                                                    | 88’                                                                  |
| 2-9-2011                                                             | Accra                                                                | Ghana                                                                | 2 – 0                                                                | eSwatini                                                             | Qual. Coppa d'Africa 2012                                            | 1                                                                    |                                                                      |
| 5-9-2011                                                             | Londra                                                               | Brasile                                                              | 1 – 0                                                                | Ghana                                                                | Amichevole                                                           | -                                                                    | 78’                                                                  |
| 8-10-2011                                                            | Omdurman                                                             | Sudan                                                                | 0 – 2                                                                | Ghana                                                                | Qual. Coppa d'Africa 2012                                            | -                                                                    |                                                                      |
| 11-10-2011                                                           | Watford                                                              | Ghana                                                                | 0 – 0                                                                | Nigeria                                                              | Amichevole                                                           | -                                                                    | 54’                                                                  |
| 15-11-2011                                                           | Saint-Leu-la-Forêt                                                   | Ghana                                                                | 2 – 1                                                                | Gabon                                                                | Amichevole                                                           | 1                                                                    |                                                                      |
| 24-1-2012                                                            | Franceville                                                          | Ghana                                                                | 1 – 0                                                                | Botswana                                                             | Coppa d'Africa 2012 - 1º turno                                       | -                                                                    |                                                                      |
| 28-1-2012                                                            | Franceville                                                          | Ghana                                                                | 2 – 0                                                                | Mali                                                                 | Coppa d'Africa 2012 - 1º turno                                       | -                                                                    |                                                                      |
| 1-2-2012                                                             | Franceville                                                          | Ghana                                                                | 1 – 1                                                                | Guinea                                                               | Coppa d'Africa 2012 - 1º turno                                       | 1                                                                    |                                                                      |
| 5-2-2012                                                             | Franceville                                                          | Ghana                                                                | 2 – 1 dts                                                            | Tunisia                                                              | Coppa d'Africa 2012 - Quarti di finale                               | -                                                                    | 77’                                                                  |
| 1-6-2012                                                             | Kumasi                                                               | Ghana                                                                | 7 – 0                                                                | Lesotho                                                              | Qual. Mondiali 2014                                                  | -                                                                    |                                                                      |
| 9-6-2012                                                             | Lusaka                                                               | Zambia                                                               | 1 – 0                                                                | Ghana                                                                | Qual. Mondiali 2014                                                  | -                                                                    |                                                                      |
| 10-1-2013                                                            | Abu Dhabi                                                            | Ghana                                                                | 3 – 0                                                                | Egitto                                                               | Amichevole                                                           | 1                                                                    | 66’                                                                  |
| 13-1-2013                                                            | Kumasi                                                               | Ghana                                                                | 4 – 2                                                                | Tunisia                                                              | Amichevole                                                           | -                                                                    | 70’                                                                  |
| 20-1-2013                                                            | Port Elizabeth                                                       | Ghana                                                                | 2 – 2                                                                | Rep. del Congo                                                       | Coppa d'Africa 2013 - 1º turno                                       | 1                                                                    |                                                                      |
| 24-1-2013                                                            | Port Elizabeth                                                       | Ghana                                                                | 1 – 0                                                                | Mali                                                                 | Coppa d'Africa 2013 - 1º turno                                       | -                                                                    |                                                                      |
| 28-1-2013                                                            | Port Elizabeth                                                       | Niger                                                                | 0 – 3                                                                | Ghana                                                                | Coppa d'Africa 2013 - 1º turno                                       | -                                                                    | 33’                                                                  |
| 2-2-2013                                                             | Port Elizabeth                                                       | Ghana                                                                | 2 – 0                                                                | Capo Verde                                                           | Coppa d'Africa 2013 - Quarti di finale                               | -                                                                    |                                                                      |
| 6-2-2013                                                             | Nelspruit                                                            | Burkina Faso                                                         | 1 – 1 dts (3 – 2 dtr)                                                | Ghana                                                                | Coppa d'Africa 2013 - Semifinale                                     | -                                                                    |                                                                      |
| 24-3-2013                                                            | Kumasi                                                               | Ghana                                                                | 4 – 0                                                                | Sudan                                                                | Qual. Mondiali 2014                                                  | 1                                                                    | 53’                                                                  |
| 7-6-2013                                                             | Khartum                                                              | Sudan                                                                | 1 – 3                                                                | Ghana                                                                | Qual. Mondiali 2014                                                  | -                                                                    | 71’                                                                  |
| 16-6-2013                                                            | Maseru                                                               | Lesotho                                                              | 0 – 2                                                                | Ghana                                                                | Qual. Mondiali 2014                                                  | -                                                                    | 60’                                                                  |
| 14-8-2013                                                            | Istanbul                                                             | Turchia                                                              | 2 – 2                                                                | Ghana                                                                | Amichevole                                                           | -                                                                    | 51’                                                                  |
| 6-9-2013                                                             | Kumasi                                                               | Ghana                                                                | 2 – 1                                                                | Zambia                                                               | Qual. Mondiali 2014                                                  | -                                                                    | 80’                                                                  |
| 15-10-2013                                                           | Kumasi                                                               | Ghana                                                                | 6 – 1                                                                | Egitto                                                               | Qual. Mondiali 2014                                                  | -                                                                    | 83’                                                                  |
| 19-11-2013                                                           | Il Cairo                                                             | Egitto                                                               | 2 – 1                                                                | Ghana                                                                | Qual. Mondiali 2014                                                  | -                                                                    | 73’                                                                  |
| 5-3-2014                                                             | Podgorica                                                            | Montenegro                                                           | 1 – 0                                                                | Ghana                                                                | Amichevole                                                           | -                                                                    | 46’                                                                  |
| 10-6-2014                                                            | Miami                                                                | Ghana                                                                | 4 – 0                                                                | Corea del Sud                                                        | Amichevole                                                           | -                                                                    | 59’                                                                  |
| 21-6-2014                                                            | Fortaleza                                                            | Germania                                                             | 2 – 2                                                                | Ghana                                                                | Mondiali 2014 - 1º turno                                             | -                                                                    | 77’                                                                  |
| 26-6-2014                                                            | Brasília                                                             | Portogallo                                                           | 2 – 1                                                                | Ghana                                                                | Mondiali 2014 - 1º turno                                             | -                                                                    |                                                                      |
| 10-9-2014                                                            | Lome                                                                 | Togo                                                                 | 2 – 3                                                                | Ghana                                                                | Qual. Coppa d'Africa 2015                                            | 1                                                                    | 83’                                                                  |
| 11-10-2014                                                           | Casablanca                                                           | Guinea                                                               | 1 – 1                                                                | Ghana                                                                | Qual. Coppa d'Africa 2015                                            | -                                                                    | 69’                                                                  |
| 15-10-2014                                                           | Tamale                                                               | Ghana                                                                | 3 – 1                                                                | Guinea                                                               | Qual. Coppa d'Africa 2015                                            | 1                                                                    | 84’                                                                  |
| 15-11-2014                                                           | Kampala                                                              | Uganda                                                               | 1 – 0                                                                | Ghana                                                                | Qual. Coppa d'Africa 2015                                            | -                                                                    |                                                                      |
| 19-11-2014                                                           | Kumasi                                                               | Ghana                                                                | 3 – 1                                                                | Togo                                                                 | Qual. Coppa d'Africa 2015                                            | 1                                                                    | 74’                                                                  |
| 19-1-2015                                                            | Mongomo                                                              | Ghana                                                                | 1 – 2                                                                | Senegal                                                              | Coppa d'Africa 2015 - 1º turno                                       | -                                                                    |                                                                      |
| 23-1-2015                                                            | Mongomo                                                              | Ghana                                                                | 1 – 0                                                                | Algeria                                                              | Coppa d'Africa 2015 - 1º turno                                       | -                                                                    |                                                                      |
| 27-1-2015                                                            | Mongomo                                                              | Sudafrica                                                            | 1 – 2                                                                | Ghana                                                                | Coppa d'Africa 2015 - 1º turno                                       | -                                                                    | 70’                                                                  |
| 5-2-2015                                                             | Malabo                                                               | Ghana                                                                | 3 – 0                                                                | Guinea Equatoriale                                                   | Coppa d'Africa 2015 - Semifinale                                     | -                                                                    | 76’                                                                  |
| 8-2-2015                                                             | Bata                                                                 | Costa d'Avorio                                                       | 0 – 0 dts (9 – 8 dtr)                                                | Ghana                                                                | Coppa d'Africa 2015 - Finale                                         | -                                                                    | 120’                                                                 |
| 31-3-2015                                                            | Parigi                                                               | Ghana                                                                | 1 – 1                                                                | Mali                                                                 | Amichevole                                                           | 1                                                                    |                                                                      |
| 28-6-2015                                                            | Le Havre                                                             | Ghana                                                                | 1 – 2                                                                | Senegal                                                              | Amichevole                                                           | -                                                                    | 65’                                                                  |
| 14-6-2015                                                            | Accra                                                                | Ghana                                                                | 7 – 1                                                                | Mauritius                                                            | Qual. Coppa d'Africa 2017                                            | -                                                                    | 78’                                                                  |
| 13-10-2015                                                           | Edmonton                                                             | Canada                                                               | 1 – 1                                                                | Ghana                                                                | Amichevole                                                           | -                                                                    |                                                                      |
| 13-11-2015                                                           | Moroni                                                               | Comore                                                               | 0 – 0                                                                | Ghana                                                                | Qual. Mondiali 2018                                                  | -                                                                    | 68’                                                                  |
| 17-11-2015                                                           | Kumasi                                                               | Ghana                                                                | 2 – 0                                                                | Comore                                                               | Qual. Mondiali 2018                                                  | -                                                                    | 39’                                                                  |
| 24-3-2016                                                            | Accra                                                                | Ghana                                                                | 3 – 1                                                                | Mozambico                                                            | Qual. Coppa d'Africa 2017                                            | -                                                                    | 73’                                                                  |
| 27-6-2016                                                            | Maputo                                                               | Mozambico                                                            | 0 – 0                                                                | Ghana                                                                | Qual. Coppa d'Africa 2017                                            | -                                                                    |                                                                      |
| 5-6-2016                                                             | Belle Vue Maurel                                                     | Mauritius                                                            | 0 – 2                                                                | Ghana                                                                | Qual. Coppa d'Africa 2017                                            | -                                                                    | 62’                                                                  |
| 3-9-2016                                                             | Accra                                                                | Ghana                                                                | 1 – 1                                                                | Ruanda                                                               | Qual. Coppa d'Africa 2017                                            | -                                                                    |                                                                      |
| 6-9-2016                                                             | Mosca                                                                | Russia                                                               | 1 – 0                                                                | Ghana                                                                | Amichevole                                                           | -                                                                    | 63’                                                                  |
| 7-10-2016                                                            | Tamale                                                               | Ghana                                                                | 0 – 0                                                                | Uganda                                                               | Qual. Mondiali 2018                                                  | -                                                                    | 57’                                                                  |
| 13-11-2016                                                           | Borg El Arab                                                         | Egitto                                                               | 2 – 0                                                                | Ghana                                                                | Qual. Mondiali 2018                                                  | -                                                                    |                                                                      |
| 17-1-2017                                                            | Port-Gentil                                                          | Ghana                                                                | 1 – 0                                                                | Uganda                                                               | Coppa d'Africa 2017 - 1º turno                                       | -                                                                    | 73’                                                                  |
| 21-1-2017                                                            | Port-Gentil                                                          | Ghana                                                                | 1 – 0                                                                | Mali                                                                 | Coppa d'Africa 2017 - 1º turno                                       | -                                                                    | 82’                                                                  |
| 25-1-2017                                                            | Port-Gentil                                                          | Egitto                                                               | 1 – 0                                                                | Ghana                                                                | Coppa d'Africa 2017 - 1º turno                                       | -                                                                    | 80’                                                                  |
| 2-2-2017                                                             | Franceville                                                          | Camerun                                                              | 2 – 0                                                                | Ghana                                                                | Coppa d'Africa 2017 - Semifinale                                     | -                                                                    | 86’                                                                  |
| 4-2-2017                                                             | Port-Gentil                                                          | Burkina Faso                                                         | 1 – 0                                                                | Ghana                                                                | Coppa d'Africa 2017 - Finale 3º posto                                | -                                                                    |                                                                      |
| Totale                                                               |                                                                      | Presenze (8º posto)                                                  | 79                                                                   |                                                                      | Reti                                                                 | 11                                                                   |                                                                      |

## Palmarès

### Nazionale
- Campionato mondiale Under-20: 1

Egitto 2009